# Politische Ebene
Politische Ebenen bzw. Verwaltungsebenen sind in den meisten Staaten vertikale Gliederungen, zwischen denen die politischen Kompetenzen aufgeteilt sind.

## Ebenen
Die Art und Weise der Kompetenzaufteilung ist zwischen Zentralstaaten und föderalen Bundesstaaten unterschiedlich ausgestaltet. Im Allgemeinen werden drei Ebenen unterschieden.

### Obere Ebene
Die hierarchisch höchste Ebene stellt in föderalen Systemen die Bundesebene dar, oft auch schlicht nur Bund genannt. In weniger föderalen Staaten ist sie die eigentliche Regierungsebene.

### Mittlere Ebene
Die Regionalebene als mittlere Ebene wird beispielsweise in Deutschland durch die Länder und in Österreich durch die Bundesländer repräsentiert. In der Schweiz sind es die Kantone, in Frankreich insbesondere die Départements und in den USA die Bundesstaaten. Dementsprechend wird sie häufig auch Landes- oder Länderebene oder spezieller Kantonsebene genannt. In Deutschland findet sich als Untergliederung und Bestandteil einiger Flächenstaaten wiederum die sogenannte Bezirksebene.

### Untere Ebene
Die Kommunalebene umfasst allgemein die Gemeinden sowie die übergeordneten Strukturen unterhalb der Landesebene. Hierzu gehören etwa in Deutschland allgemein die Landkreise und in Bayern zudem die zwar mit den Regierungsbezirken flächengleichen, aber von ihnen zu unterscheidenden Bezirke. Umgangssprachlich wird bei den Landkreisen von einer besonderen Kreisebene gesprochen. Auch in anderen Staaten finden sich neben den unteren Kommunen noch zusammenfassende Schichten in dieser unteren Ebene.

### Höhere Ebenen
In neuerer Zeit gewinnt eine vierte, noch höher stehende Staatenbund- oder Konföderationsebene an Bedeutung. In Europa gehören hierzu insbesondere die Europäische Union (EU) und der Europarat, ferner aber auch die Europäische Freihandelszone (EFTA). Besonders in Bezug auf die EU spricht man deshalb auch von einer Europaebene. International ist der Begriff local administrative unit – eingedeutscht LAU-Ebene (lokale administrative Einheit) – verbreitet, der die nationalen Sitten der politischen Ebenen vergleichbar macht.